# John Mahama
John Dramani Mahama (Damongo, 29 de noviembre de 1958) es un historiador, escritor y político ghanés, que se desempeña como presidente de Ghana desde 2025, que ocupó previamente dicho cargo desde 2012 hasta 2017. 
Antes de convertirse en vicepresidente, fue miembro del Parlamento de 1997 a 2009 y ministro de Educación de 1998 a 2001. Fue compañero de fórmula de John Evans Atta Mills, del Congreso Nacional Democrático, en las elecciones generales de 2008, triunfando por un estrecho margen en segunda vuelta e investido vicepresidente. Tras el fallecimiento de Atta Mills por un cáncer de garganta, el 24 de julio de 2012, Mahama fue proclamado presidente y fue elegido candidato de su partido para las siguientes elecciones presidenciales, en las que triunfó por un margen muy estrecho, del 50,70%, contra Nana Akufo-Addo, del Nuevo Partido Patriótico. Mahama se convirtió en el primer jefe de estado de Ghana que nació después de la independencia de su país en 1957, y el único hasta ahora en haber servido en todos los niveles de función política de Ghana (Diputado, Viceministro, Ministro, Vicepresidente y Presidente).
Juró el cargo presidencial para un mandato completo el 7 de enero de 2013. Su mandato se caracterizó por numerosos escándalos de corrupción, sobre todo a partir de la segunda mitad del mismo, y por un desmejoramiento poco común de la situación económica, lo cual mermó severamente su popularidad inicial y la de su partido. En 2016, Mahama se presentó para la reelección, siendo sorpresivamente derrotado por Akufo-Addo, que obtuvo una amplia victoria con el 54% de los votos. Mahama fue así el primer Presidente ghanés que fracasaba en obtener la reelección. Mahama entregó el cargo el 7 de enero de 2017.
Fue reelegido presidente en las elecciones generales de 2024, derrotando al entonces vicepresidente Mahamudu Bawumia, convirtiéndose en el primer presidente en la historia de Ghana en ser elegido democráticamente para un segundo mandato no consecutivo.

## Primeros años
Mahama nació en Damogo, provincia de Damango en Ghana el 29 de noviembre de 1958. Sería su padre, Emmanuele Mahama el primer asambleísta de la Primera República de Ghana durante el mandato de Kwame Nkrumah. 
Mahama cursaría sus primeros estudios en Achimota School, para luego trasladarse a la Escuela Secundaria de Ghana y posteriormente en la Universidad de Ghana en Legon obteniendo la licenciatura en historia en 1981 y un diploma de postgrado en Comunicación en 1986. Se trasladaría a Moscú para estudiar Ciencias Sociales especializado en Psicología social, logrando el título de postgrado en 1988.
Trabajaría como profesor en una escuela secundaria en historia. Posteriormente regresa a Ghana y trabaja como informador de cultura en la embajada de Japón en Acra entre 1991 y 1995. A partir de entonces se le es inculcado el pensamiento y ética del trabajo y dedicación de los japoneses además del compromiso y la atención a los problemas que se desarrollaban en el país para ese momento.
A partir de ahí se inicia en el plan de apoyo no gubernamental contra la pobreza en Ghana donde trabajó en Relaciones Internacionales y director de Becas entre 1995 y 1996. En 1993 trabajó para un curso de formador de becas para profesionales en Relaciones Públicas organizado por el Ministerio de Relaciones Exteriores de Japón.

## Carrera política
Se presentó como candidato a diputado del parlamento en las elecciones de 1996 como representante de la circunscripción de Bole en Bamboi, electo para un mandato de 4 años. Se convirtió así en abril de 1997 en viceministro de Comunicación, hecho ministro un año más tarde cargo que ocupó hasta 2001. En 2000 Mahama fue reelegido como diputado al parlamento por la circunscripción de Bole y luego reelecto por segunda vez en 2004.
De 2001 a 2004, Mahama fue el portavoz parlamentario minoritario para las Comunicaciones. En 2002, fue nombrado Director de Comunicaciones. Ese mismo año, se desempeñó como miembro del equipo de observadores internacionales seleccionados para monitoriar las elecciones parlamentarias de Zimbabue.

## Presidente de Ghana
Desde enero de 2009 ocupó el puesto de vicepresidente, tras la estrecha victoria de John Atta Mills en las elecciones de diciembre de 2008. En julio de 2012 murió Atta Mils por un cáncer de laringe y, en virtud de la Constitución de Ghana, Dramani Mahama fue proclamado presidente del país. En su discurso de investidura elogió la figura de Atta Mills, pidiendo mantener la unidad y la estabilidad del país. El 6 de septiembre de 2012 su partido, el Congreso Nacional Democrático lo designó como candidato para las elecciones de diciembre de ese año. En esas elecciones Dramani logró la victoria con el 50,7% de los votos, por lo que se mantuvo en el puesto de presidente. Los observadores internacionales calificaron como limpias las elecciones aunque señalaron algunas deficiencias técnicas y organizativas. La oposición , liderada por Nana Akufo-Addo que obtuvo el 47,74% de los votos, denunció un supuesto fraude electoral.